# 112 (album)
112 è l'album di debutto del gruppo R&B 112, pubblicato dalla Bad Boy nel 1996. La maggior parte delle tracce dell'album è prodotta da Puff Daddy, Tim & Bob e Stevie J. Altre produzioni sono a cura di Daron Jones (componente degli stessi 112), Al B. Sure!, Kyle West, Arnold Hennings e Wanya Morris dei Boyz II Men. I singoli estratti dall'album sono stati i brani Only You (anche nella versione Bad Boy remix), Come See Me e Cupid.

## Tracce
1. 112 Intro - 2:12
2. Now That We're Done - 5:09
3. Pleasure & Pain - 4:17
4. Why (Interlude) - 1:43
5. Cupid - 4:12
6. Call My Name - 4:04
7. Come See Me - 4:25
8. Sexy You (Interlude) - 1:50
9. Can I Touch You - 5:05
10. I Can't Believe (featuring Faith Evans) - 5:32
11. Keep It Real (Interlude) - 2:39
12. Only You (Bad Boy Remix) (featuring The Notorious B.I.G. & Ma$e) - 4:49
13. I Will Be There - 4:47
14. In Love with You - 4:33
15. Just a Little While - 3:48
16. Why Does - 4:34
17. This Is Your Day - 4:47
18. Throw It All Away - 4:51
19. Only You (featuring The Notorious B.I.G.) - 4:21

## Singoli
1. Only You (featuring The Notorious B.I.G.) (pubblicato il 13 maggio 1996)
2. Only You (Bad Boy Remix) (featuring The Notorious B.I.G. & Ma$e) (pubblicato l'8 luglio 1996)
3. Come See Me (pubblicato il 21 ottobre 1996)
4. Cupid (pubblicato il 16 maggio 1997)

## Classifiche

### Album
| Anno | Classifica             | Posizione |
| ---- | ---------------------- | --------- |
| 1996 | Billboard 200          | numero 37 |
| 1996 | Top R&B/Hip-Hop Albums | numero 5  |

### Singoli
| Anno | Singolo     | Posizione         | Posizione             | Posizione                          | Posizione       |
| Anno | Singolo     | Billboard Hot 100 | Hot R&B/Hip-Hop Songs | Hot Dance Music/Maxi-Singles Sales | Rhythmic Top 40 |
| ---- | ----------- | ----------------- | --------------------- | ---------------------------------- | --------------- |
| 1996 | Only You    | numero 13         | numero 3              | numero 1                           | numero 13       |
| 1996 | Come See Me | numero 33         | numero 15             | numero 17                          | -               |
| 1997 | Cupid       | numero 13         | numero 2              | numero 16                          | numero 6        |